# Asyneuma canescens
Asyneuma canescens là loài thực vật có hoa trong họ Hoa chuông. Loài này được (Waldst. & Kit.) Griseb. & Schenk mô tả khoa học đầu tiên năm 1852.